# بروتوكولات تحسين العلاج
بروتوكولات تحسين العلاج (TIPs) هي سلسلة من كتيبات أفضل الممارسات لعلاج اضطرابات الإدمان والاضطرابات ذات الصلة. ويقوم بنشر سلسلة بروتوكولات تحسين العلاج إدارة خدمات الصحة النفسية ومعاقرة مواد الإدمان (SAMHSA  نسخة محفوظة 21 مارس 2021 على موقع واي باك مشين.), وهي وكالة تابعة لـ وزارة الصحة والخدمات البشرية الأمريكية (HHS ).
تعقد إدارة SAMHSA اجتماعات لخبراء إداريين وبحثيين وسريريين لإصدار محتوى بروتوكولات تحسين العلاج التي يتم توزيعها على منشآت علاج الإدمان سواء العامة أو الخاصة وعلى الأفراد في أرجاء الولايات المتحدة وربوعها. تتناول بروتوكولات تحسين العلاج كل مظاهر الإدمان، ابتداءً بما هو عن طريق الاستنشاق مرورًا بالفحص والتقييم إلى طرق العلاج المتنوعة والإحالة إلى طرق أخرى للرعاية. كما تناقش بروتوكولات تحسين العلاج القضايا الإدارية وتلك المتعلقة بالبرامج مثل التمويل والتعاون بين الوكالات والتدريب والاعتماد وتطوير القوى العاملة. كذلك، تغطي بعض البروتوكولات موضوعات إضافية تكون مرتبطة بعلاج الإدمان مثل مشاكل الصحة العقلية المتكررة وقضايا العدالة الإجرامية والسكنى والرعاية الأولية. وبمجرد الصياغة النهائية لمحتوى هذه البروتوكولات وموافقة إدارة خدمات الصحة النفسية ومعاقرة مواد الإدمان (SAMHSA) عليها، فإنها يتم نشرها وطباعتها من خلال دار الطباعة الحكومية بالولايات المتحدة(GPO ).
بحلول يوليو 2012، كان قد تم نشر 54 بروتوكولاً من بروتوكولات تحسين العلاج. ومعظم هذه البروتوكولات متاح في «متجر» إدارة خدمات الصحة النفسية ومعاقرة مواد الإدمان (SAMHSA) (). ، كما تقوم هذه الإدارة بإتاحة البروتوكولات الأحدث للتنزيل في صيغة نسق المستندات المنقولة (PDF) (نسق المستندات المنقولة) أو يتم إتاحتها على الإنترنت من خلال المكتبة الوطنية لعلم الطب (NLM ). وعلى الرغم من أن البروتوكولات كثيرًا ما تظهر على مواقع المزايدة على الإنترنت ومن خلال بائعي الكتب المستعملة وبأسعار متنوعة، إلا أنه قد تم تصميمها لتكون متاحة للجمهور مجانًا. فإدارة خدمات الصحة النفسية ومعاقرة مواد الإدمان (SAMHSA) لا تطلب ثمنًا مقابل هذه البروتوكولات.

## سلسلة بروتوكولات تحسين العلاج
بروتوكول رقم 1: الإرشادات الرسمية للعلاج بالميثادون (تم استبداله بالبروتوكول رقم 43)

بروتوكول رقم 2: النساء الحوامل المدمنات (تم استبداله بالبروتوكول رقم 51)

بروتوكول رقم 3: الفحص والتقييم للمراهقين الذين يعاقرون الكحول وغيره من المخدرات (تم استبداله بالبروتوكول رقم 31)

بروتوكول رقم 4: إرشادات علاج المراهقين المدمنين للكحول وغيره من المخدرات (تم استبداله بالبروتوكول رقم 32)

بروتوكول رقم 5: تحسين علاج الرضع المعرّضين للمخدرات 

بروتوكول رقم 6: فحص الأمراض المعدية بين المدمنين 

بروتوكول رقم 7: الفحص والتقييم لمعاقرة الكحول وغيره من المخدرات بين البالغين في نظام العدالة الإجرامية (تم استبداله بالبروتوكول TIP 44)

بروتوكول رقم 8: العلاج المكثف في العيادات الخارجية لمدمني الكحول وغيره من المخدرات (تم استبداله بالبروتوكولين رقم 46 و 47)

بروتوكول رقم 9: تقييم ومعالجة مرضى الاعتلال العقلي المرضى المصحوب بإدمان الكحول وغيره من المخدرات

بروتوكول رقم 10: تقييم وتخطيط المعالجة الصيانية بالميثادون للمرضى مدمني الكوكايين

بروتوكول رقم 11: أدوات فحص بسيطة لقياس مدى انتشار إدمان الكحول وغيره من العقاقير والأمراض المعدية 

بروتوكول رقم 12: دمج علاج الإدمان مع العقوبات التمهيدية للبالغين في نظام العدالة الإجرامية (تم استبداله بالبروتوكول رقم 44)

بروتوكول رقم 13: الدور والوضع الحالي لمعايير تقييم المريض في معالجة اضطرابات الإدمان 

بروتوكول رقم 14: تطوير النتائج الرسمية لأنظمة مراقبة علاج إدمان الكحول وغيره من المخدرات 

بروتوكول رقم 15: معالجة مدمني الكحول وغيره من المخدرات المصابين بفيروس الإيدز (تم استبداله بالبروتوكول رقم 37)

بروتوكول رقم 16: فحص الكحول وغيره من المخدرات في مرضى الرضح بالمستشفيات 

بروتوكول رقم 17: التخطيط لعلاج إدمان الكحول وغيره من المخدرات عند البالغين في نظام العدالة الإجرامية (تم استبداله بالبروتوكول رقم 44)

بروتوكول رقم 18: السل الوبائي: قضايا أخلاقية وقانونية لمقدمي علاج إدمان الكحول وغيره من المخدرات 

بروتوكول رقم 19: إزالة السمية من الكحول وغيره من المخدرات (تم استبداله بالبروتوكول رقم 45)

بروتوكول رقم 20: توفيق العلاج مع احتياجات المرضى في المعالجة بالاستبدال لإدمان الأفيون (تم استبداله بالبروتوكول رقم 43)

بروتوكول رقم 21:الدمج بين علاج إدمان الكحول وغيره من المخدرات وتحويل مسار الأحداث في نظام العدالة 

بروتوكول رقم 22: استخدام أسيتيل الميثادول ألفا اليساري (LAAM) في معالجة إدمان الأفيون (تم استبداله بالبروتوكول رقم 43)

بروتوكول رقم 23:محاكم علاج إدمان العقاقير: الجمع بين علاج الإدمان وإجراءات القضايا القانونية 

بروتوكول رقم 24: دليل لخدمات معاقرة المواد من أطباء الرعاية الأولية 

بروتوكول رقم 25: علاج الإدمان والعنف المنزلي 

بروتوكول رقم 26: الإدمان بين كبار البالغين 

بروتوكول رقم 27: التدبير العلاجي الشامل لمعالجة الإدمان 

بروتوكول رقم 28: نالتريكسون (مضاد للأفيونات) ومعالجة إدمان الكحول

بروتوكول رقم 29: معالجة اضطرابات الإدمان لذوي الإعاقات البدنية والمعرفية 

بروتوكول رقم 30: استمرار معالجة المذنب من اضطرابات الإدمان من السجون إلى المجتمع 

بروتوكول رقم 31: فحص المراهقين وتقييم إصابتهم باضطرابات الإدمان 

بروتوكول رقم 32:علاج المراهقين من اضطرابات الإدمان 

بروتوكول رقم 33: العلاج من اضطرابات استخدام المنشطات 

بروتوكول رقم 34: الطريق المختصر للتدخل والعلاج من تعاطي مواد الإدمان 

بروتوكول رقم 35: دوافع التحفيز لتغيير طرق العلاج من الإدمان 

بروتوكول رقم 36: العلاج من الإدمان للأفراد الذين يُسيئون معاملة الأطفال وقضايا الإهمال 

بروتوكول رقم 37: العلاج من الإدمان للأفراد الحاملين لفيروس نقص المناعة / الإيدز 

بروتوكول رقم 38: إدماج كل من العلاج من تعاطي مواد الإدمان والخدمات المهنية 

بروتوكول رقم 39: العلاج من الإدمان والعلاج الأسري 

بروتوكول رقم 40: الإرشادات الطبية لاستخدام البُوبْرينُورْفين (دواء مسكن) في علاج إدمان الأفيون 

بروتوكول رقم 41: العلاج من الإدمان: والعلاج الجماعي 

بروتوكول رقم 42: العلاج من الإدمان لدى الأشخاص الذين يعانون من اضطرابات متزامنة 

بروتوكول رقم 42: علاج متلقي المساعدات الطبية للعلاج من الأفيون في برامج علاج إدمان الأفيون 

بروتوكول رقم 44: العلاج من تعاطي مواد الإدمان للبالغين وذلك وفقًا لنظام العدالة الجنائية 

بروتوكول رقم 45: العلاج من السُمية وتعاطي مواد الإدمان 

بروتوكول رقم 46: تعاطي مواد الإدمان: القضايا الإدارية لعلاج مرضى العيادات الخارجية 

بروتوكول رقم 47: تعاطي مواد الإدمان: القضايا الطبية في العلاج المكثف لمرضى العيادات الخارجية 

بروتوكول رقم 48: أساليب التعامل مع أعراض الاكتئاب لدى المرضى الذين يعانون الإدمان خلال فترة استشفائهم الأولية 

بروتوكول رقم 49: تضمين أساليب العلاج الدوائية للكحوليات في الممارسة الطبية 

بروتوكول رقم 50: علاج الأفكار والسلوك الانتحاري ضمن العلاج من الإدمان 

بروتوكول رقم 51: العلاج من الإدمان: معالجة الاحتياجات الخاصة للنساء 

بروتوكول رقم 52: الرؤية الطبية والتطور المهني للمستشار التأهيلي لعلاج الإدمان 

بروتوكول رقم 53: العلاج من مرض التهابات الكبد الفيروسي لدى الأشخاص الذين لديهم اضطرابات في استعمال المواد 

بروتوكول رقم 54: علاج الآلام المزمنة لدى الأشخاص البالغين أثناء عملية الاستشفاء من اضطرابات الإدمان 

## وصلات خارجية
- The Knowledge Application Program